# لوئیس اولنی

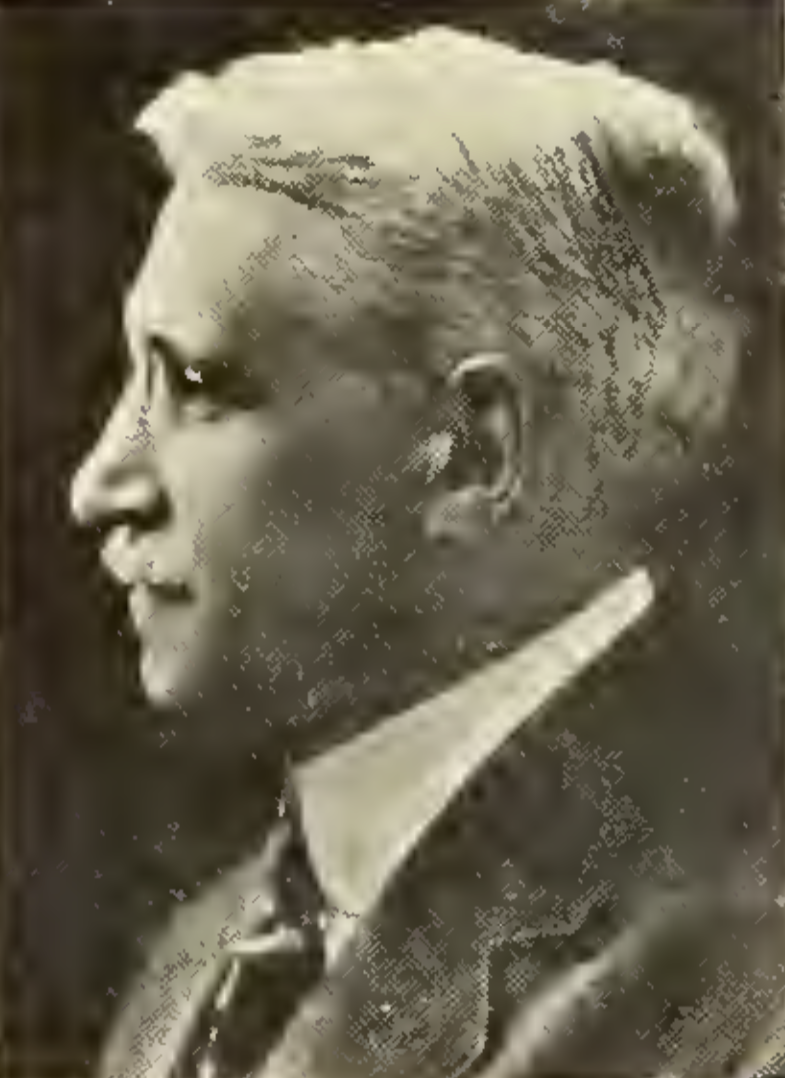
لوئیس اولنی به عنوان رئیس گروه شیمی و رنگرزی، Lowell/MA، سال ۱۹۲۰

لوئیس آتول اولنی (زاده ۱۸۷۵، پراویدنس، رود آیلند، ایالات متحده آمریکا - درگذشته ۱۹۴۹) یک شیمیدان و مربی نساجی بود.
او بنیانگذار و اولین رئیس انجمن شیمیدانان و رنگ‌شناسان نساجی آمریکا بود که در سال ۱۹۴۴ مدال اولنی را به افتخار او برای قدردانی از دستاوردهای برجسته در شیمی نساجی یا پلیمر یا سایر زمینه‌های شیمی که اهمیت عمده‌ای برای نساجی داشتند، تأسیس کرد.